# Dzikr
A dzikr vagy dhikr (arab: ذِكْر) az iszlámban Isten (Allah) tulajdonságainak vagy vele kapcsolatos kifejezések (pl. dicsőség Allahnak) ismétlése, kimondva vagy gondolatban. Az iszlám kultúrában gyakran úgy tekintik, mint egy meditációs gyakorlatot, amelyben Isten jelenlétét tudatosítja az egyén. 
A legmagasabb szintre a szúfi rítusokban fejlődött. Aki a dzikr-et gyakorolja, azt dzákir vagy dhákir-nak hívják.
A következőket foglalja magába: 
- Isten nevének a kiejtése
- Isten jelenlétének tudatosítása
- Isten nevének a folyamatos ismétlése általi elmerülés a végső valóságában.

A dzikr végezhető némán vagy hangosan, egyedül vagy csoportosan, esetleg segédeszközök alkalmazásával (rózsafüzér, tánc, zene, légzési gyakorlatok).

## Példák
- Allāhu ʾakbar (Takbir) - الله أَكْبَر azt jelenti: "Isten a legnagyobb"
- Subhan Allah (Tasbih) - سبحان الله "dicsőség Istennek" vagy "magasztos Isten"
- Alhamdulillah (Tahmid) - الحمد لله azt jelenti: "Minden dicséret Istennek", a hála kifejezése
- Lā ʾilāha ʾillā Llah (Tahlil) - لا إله إلا الله azt jelenti: "Nincs más isten(ség), csak Allah"
- Lā ḥawla wa-lā quwwata ʾillā bi-llāh (Hawqala) - لا حول ولاقوة إلا بالله azt jelenti: „Nincs más hatalom, csak Isten.”
- ʾAstaġfiru llāh (Istighfar) - kb. azt jelenti: „bűnbánatot keresek Allahban”.
- Audhubillah (Ta'uidh) - azt jelenti: "Allahban keresek menedéket".
- Laa ilaaha illal laahu wahdahoo laa sharikalahoo lahul mulku wa lahul hamdu wa huwa "alaa kulli shai'in qadeer" azt jelenti: "Nincs Isten, csak Allah, egyedül, partner nélkül. Minden felett hatalma van ".
- SubhanAllah wa biHamdihi - azt jelenti: "Dicsőség Allahnak".
- SubhanAllahi wa biHamdihi, Subhan-Allahi 'l-`adheem (dicsőség Allahnak)

## Fordítás
- Ez a szócikk részben vagy egészben  a   Dhikr című angol Wikipédia-szócikk fordításán alapul.  Az eredeti cikk szerkesztőit annak laptörténete sorolja fel. Ez a jelzés csupán a megfogalmazás eredetét és a szerzői jogokat jelzi, nem szolgál a cikkben szereplő információk forrásmegjelöléseként.